# Niquelado electrolítico
El níquelado electrolítico es una técnica de electrodeposición de una delgada capa de níquel sobre objeto metálico. La capa de níquel puede tener una finalidad decorativa, proporcionar resistencia a la corrosión, resistencia al desgaste o se utiliza para la acumulación de piezas desgastadas o inferior con la finalidad de ahorrar.

## Información general

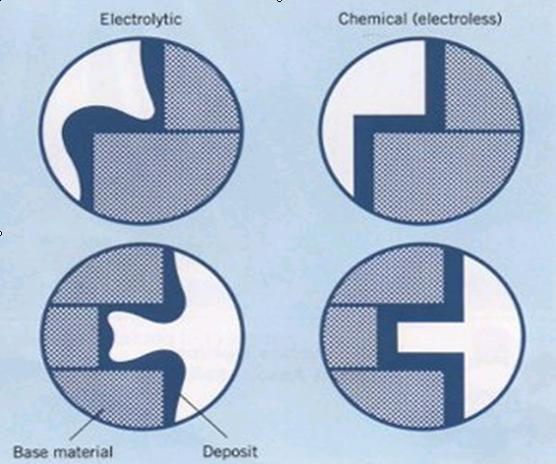
Figura 1. Diferencias en la uniformidad de un niquelado eléctrico a otro químico

La electrodeposición de níquel es un proceso de deposición de níquel sobre una pieza metálica. Las piezas a tratar deben estar limpias y libres de suciedad, corrosión y defectos, antes de poder comenzar. Para limpiar y proteger la pieza durante el proceso de recubrimiento se puede utilizar una combinación de tratamiento térmico, limpieza, enmascaramiento, decapado y grabado. Una vez preparada la pieza se sumerge en una solución de electrolito y se utiliza como cátodo. El ánodo de níquel se disuelve en el electrólito en forma de iones de níquel. Los iones viajan a través de la solución y se depositan en el cátodo.

## Tipos y química

### Baños Watt
Los baños Watts de níquel puede depositar tanto níquel brillante como semi-brillante. El níquel brillante se utiliza normalmente para fines decorativos y de protección contra la corrosión. Los recubrimientos semi-brillantes se utilizan para el níquel ingeniería donde no se desea un alto brillo.

| Nombre químico    | Fórmula    | Brillo       | Semi-brillante |
| ----------------- | ---------- | ------------ | -------------- |
| Sulfato de níquel | NiSO4·6H2O | 20–40 oz/gal | 30–40 oz/gal   |
| Cloruro de níquel | NiCl2·6H2O | 8–20 oz/gal  | 4–6 oz/gal     |
| Ácido bórico      | H3BO3      | 5–7 oz/gal   | 5–7 oz/gal     |

El sulfato de níquel es el principal proveedor de metal, el cloruro de níquel mejora el proceso debido al contenido de cloruro de la disolución anódica. El ácido bórico actúa como sustancia tampón, es decir, mantiene el pH dentro un rango.

### Sulfamato de níquel
Niquelado con sulfamato se utiliza para muchas aplicaciones de ingeniería. Se deposita en las dimensiones correctas, resistencia a la abrasión y al desgaste, y protección contra la corrosión. También se utiliza como una imprimación para cromar.
| Nombre químico      | Fórmula    | Concentración |
| ------------------- | ---------- | ------------- |
| Sulfamato de níquel | Ni(SO3N2)2 | 40–60 oz/gal  |
| Cloruro de níquel   | NiCl2·6H2O | 0–4 oz/gal    |
| Ácido bórico        | H3BO3      | 4–6 oz/gal    |

### Todo cloruro
Las soluciones todo cloruro permiten recubrimientos de níquel de espesor. Esto sucede porque trabajan a bajos voltajes. Sin embargo, el recubrimiento tiene altas tensiones internas.
| Nombre químico    | Fórmula    | Concentraciónn |
| ----------------- | ---------- | -------------- |
| Cloruro de níquel | NiCl2·6H2O | 30–40 oz/gal   |
| Ácido bórico      | H3BO3      | 4–4.7 oz/gal   |

### Sulfato de cloruro
El baño de sulfato de cloruro opera a tensiones más bajas que el baño Watts y proporcionar una mayor tasa de deposición. Aunque las tensiones internas son mayores que en el baño Watts son menores que en el baño de todo cloruro.
| Nombre químico    | Fórmula    | Concentración |
| ----------------- | ---------- | ------------- |
| Sulfato de níquel | NiSO4·6H2O | 20–30 oz/gal  |
| Cloruro de níquel | NiCl2·6H2O | 20–30 oz/gal  |
| Ácido bórico      | B(OH)3     | 4–6 oz/gal    |

### Todo sulfato
La solución todo sulfato se utiliza para electrodeposición de níquel donde los ánodos son insolubles. Por ejemplo, el recubrimiento interior de tuberías y accesorios de acero puede requerir un ánodo así.
| Nombre químico    | Fórmula    | Concentración |
| ----------------- | ---------- | ------------- |
| Sulfato de níquel | NiSO4·6H2O | 30–53 oz/gal  |
| Ácido bórico      | B(OH)3     | 4–6 oz/gal    |

### Níquel duro
La solución de níquel duro se utiliza cuando se requiere un recubrimiento de una fuerza de alta resistencia y dureza.
| Nombre químico    | Fórmula    | Concentración |
| ----------------- | ---------- | ------------- |
| Sulfato de níquel | NiSO4·6H2O | 24 oz/gal     |
| Cloruro de amonio | NH4Cl3     | 3.3 oz/gal    |
| Ácido bórico      | B(OH)3     | 4 oz/gal      |

### Níquel negro
El niquelado negro se aplica a chapa de latón, bronce o acero con el fin de producir una superficie no reflectante. Este tipo de recubrimiento se utiliza con fines decorativos y no ofrece mucha protección.
| Nombre químico          | Fórmula              | Concentración |
| ----------------------- | -------------------- | ------------- |
| Nickel ammonium sulfate | NiSO4·(NH4)2SO4·6H2O | 8 oz/gal      |
| Sulfato de cinc         | ZnSO4                | 1.0 oz/gal    |
| Tiocianato de sodio     | NaCNS                | 2 oz/gal      |

## Aplicaciones
El níquel brillante decorativo se utiliza en una amplia gama de aplicaciones. Ofrece un acabado de alto brillo, protección contra la corrosión y resistencia al desgaste. En la industria automotriz el níquel brillante se puede encontrar en los parachoques, llantas, tubos de escape y molduras. También se utiliza para trabajos brillantes en bicicletas y motocicletas. Otras aplicaciones incluyen herramientas de mano y artículos del hogar tales como iluminación y accesorios de baño y electrodomésticos.
Ingeniería níquel se utiliza cuando el brillo no se desea. Aplicaciones no decorativas proporcionan protección contra la corrosión y el desgaste, así como de baja tensión acumulada de recuperación dimensional.